# Goodbye (песня Slipknot)
«Goodbye» (с англ. — «Прощай») — пятый сингл ню-метал группы Slipknot, с пятого студийного альбома .5: The Gray Chapter. Сингл был выпущен в январе 2016 года. Эта песня написана Кори Тейлором в память о басисте и одного из основателей группы Пола Грея. Песня ещё характеризуется как «хард-рок баллада».

## Прием
С одной стороны, критики похвалили Кори Тейлора за его вокал в «Goodbye». Рэй Ван Хорн-младший из Blabbermouth.net похвалил Тейлора за то, что «он остаётся в основном режиме взлёта, когда тяжёлые массы овладевают песней», в то время как Эмили Йо из New-Transcendence похвалила Тейлора за установление эмоциональной связи со слушателем.
В качестве альтернативы, рецензенты раскритиковали музыкальный стиль Slipknot в «Goodbye». Дейв Ханратти из Drowned in Sound сказал, что эта песня была «неудачным соединением метала и баллады», в то время как Майк Лоренс из Metal Descent сильно раскритиковал песню, обвинив Slipknot в высокомерии в треке.

## Список композиций
1. "Goodbye" (Edit) – 3:22

## Чарты
| Чарт (2016)                     | Номер позиции |
| ------------------------------- | ------------- |
| США (Billboard Mainstream Rock) | 22            |